# Anyplace Control
Anyplace Control — программа для удалённого доступа и управления компьютером через интернет или сеть. Автор и разработчик программы - Юрий Гончарук.

## Описание программы
Программа Anyplace Control отображает рабочий стол удалённого компьютера в реальном времени, а также позволяет работать на удалённом компьютере, используя локальную мышь и клавиатуру. Также Anyplace Control позволяет копировать файлы с удалённого компьютера на локальный или наоборот.

## Функциональные возможности
- Отображение экрана удалённого компьютера на локальном мониторе в реальном времени.
- Удалённое управление компьютером.
- Обмен файлами между компьютерами.
- Удалённая перезагрузка компьютера, удалённое включение/выключение питания.
- Блокировка удалённой клавиатуры и мыши, выключение удалённого монитора.
- Голосовой чат между пользователями
- Передача звука с удаленного компьютера

## Режимы подключения
Подключение между локальным и удалённым компьютерами может осуществляться двумя способами:
1. Напрямую, используя IP-адрес компьютера или DNS-имя;
2. Через промежуточный сервер-шлюз, используя псевдоним удалённого компьютера. В данном случае знание IP-адреса не требуется. Этот способ используется для подключения через интернет к компьютерам локальной сети, расположенным за маршрутизатором. При этом нет необходимости настраивать маршрутизатор или открывать порты брандмауэра.

## Системные требования
- процессор: от 200 МГц
- операционная система: Windows 2000 / XP / 2003 / Vista / 2008 / 7 / 8 / 10
- Ethernet-адаптер, модем или другое устройство связи.
- скорость подключения: 56 Кбит/с или выше.

## Безопасность
1. Безопасная аутентификация и шифрование трафика. — Все передаваемые между компьютерами данные надёжно шифруются алгоритмом RC4 с 128-битным ключом.
2. Защита двумя паролями. — Для подключения к удалённому компьютеру через интернет необходимо знать 2 пароля: пароль для подключения к серверу-шлюзу и пароль доступа к удалённому компьютеру.
3. Целостность портов брандмауэра. — Нет необходимости открывать порты брандмауэра для подключения к удалённому компьютеру через сервер-шлюз.